# Bladon
Bladon is een civil parish in het bestuurlijke gebied West Oxfordshire, in het Engelse graafschap Oxfordshire met 898 inwoners.
De plaats is vooral bekend doordat op het kerkhof de politicus Winston Churchill, zijn ouders en zijn vrouw Clementine begraven zijn. 

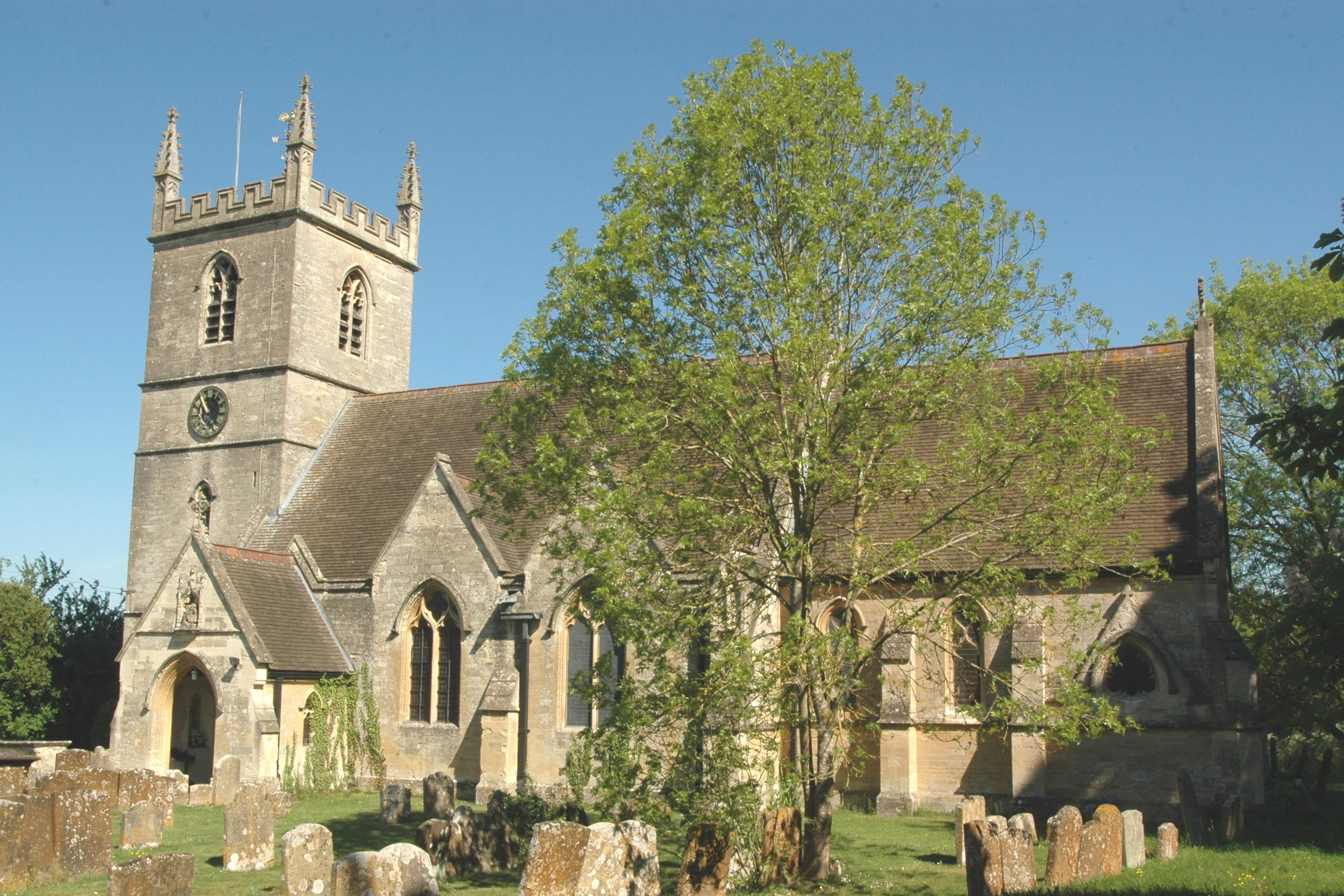
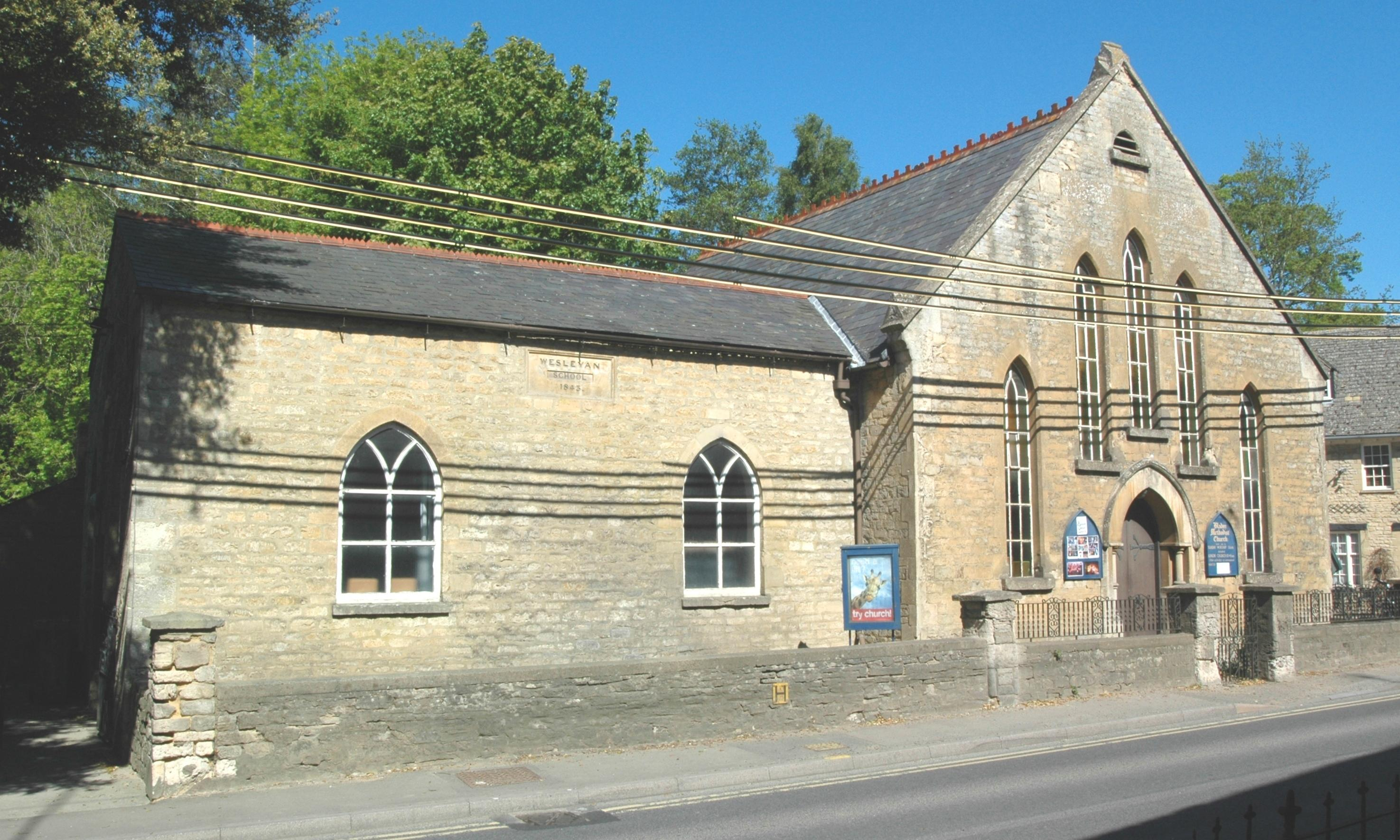
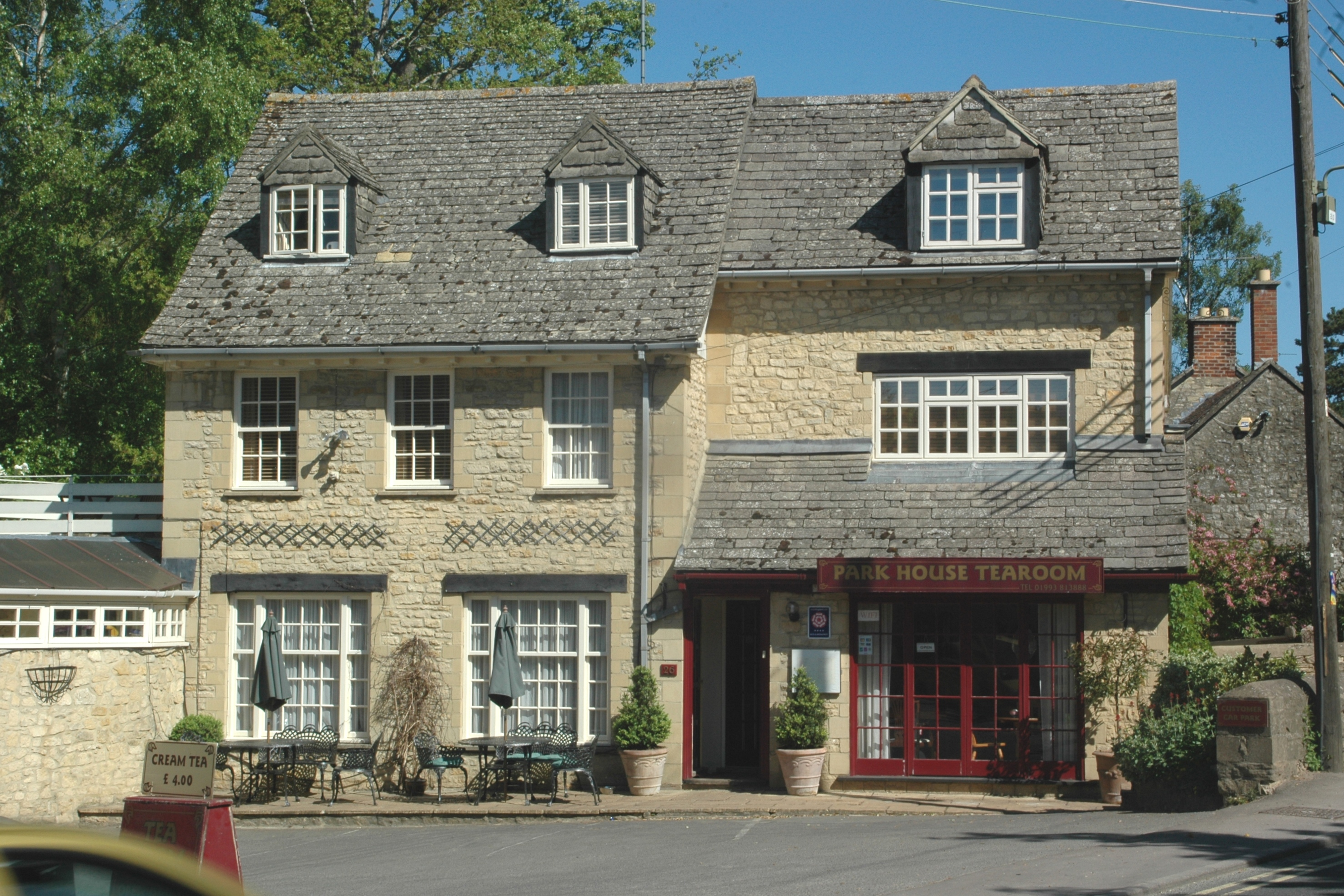